# Mitsubishi MU-2
Il Mitsubishi MU-2 è uno degli aerei giapponesi di maggior successo del dopoguerra. Si presenta come un velivolo ad ala alta spinto da due turboelica e dotato di cabina pressurizzata.

## Sviluppo
La progettazione dell'MU-2, la prima del dopoguerra in casa Mitsubishi, iniziò nel 1956. Pensato come un biturboelica leggero da trasporto per coprire svariati compiti sia in campo civile che militare, l'MU-2 spiccò il volo per la prima volta il 14 settembre 1963. Questo primo apparecchio, insieme agli altri tre MU-2A costruiti, era mosso da due motori Turboméca Astazou.
Gli MU-2 civili equipaggiati con motori Garrett furono certificati come varianti del modello MU-2B, usando tale sigla seguita da un numero. Per esigenze di mercato, ad ogni variante venne data come suffisso, invece, una lettera; l'MU-2B-10, ad esempio, fu venduto come MU-2D, l'MU-2B-36A come MU-2N.

## Produzione

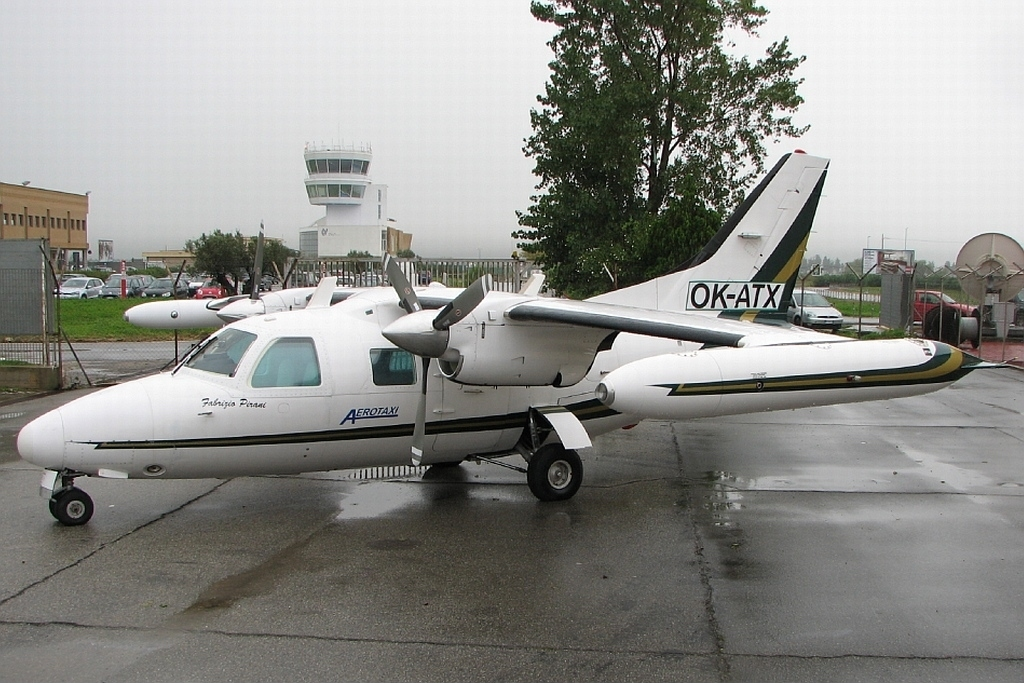
Un Mitsubishi MU-2B-25 all'aeroporto di Crotone nell'ottobre 2010.

Nel 1965 Mitsubishi allestì un'unità produttiva, specifica per i clienti del Nord America, a San Angelo, Texas, Stati Uniti. Quando l'assemblaggio degli MU-2 terminò nel 1986, gli apparecchi non erano più fabbricati ex novo in madrepatria da tempo. Al contrario, lo stabilimento di San Angelo aveva continuato la produzione grazie all'uso di avioniche statunitensi e di componenti strutturali forniti dalle fabbriche Mitsubishi in Giappone. Complessivamente sono stati venduti più di 750 MU-2.
La seconda generazione dell'MU-2, classificata come MU-2B, fu consegnata, come già detto poc'anzi, con le turboeliche Garrett, che diventeranno la dotazione standard di tutti i modelli successivi. Furono realizzati 34 MU-2B, seguiti da 18 esemplari del simile MU-2D. Le Forze di autodifesa giapponesi acquistarono quattro MU-2C non pressurizzati più altri 29 attrezzati per il SAR e classificati come MU-2E. Furono poi venduti 95 MU-2F con i motori Garrett leggermente potenziati.
Con l'avvento del modello MU-2G la fusoliera viene allungata; maggiori dettagli nel paragrafo successivo. L'MU-2M, costruito in soli 28 esemplari, merita una menzione particolare, in quanto è stato il più desiderato tra tutti i modelli a fusoleria corta. Aveva gli stessi motori dell'"allungato" MU-2J, ed è stato poi seguito dall'anche più potente MU-2K (comprato in numero di 16 anche dall'Esercito giapponese) e ancora dall'MU-2P, il quale montava eliche a quattro pale di nuova concezione in luogo delle precedenti a tre. Gli ultimi MU-2 a fusoliera ridotta furono commercializzati col nome di Solitaire ed equipaggiati con i Garrett TPE331-10-501M da 665 hp (496 kW).

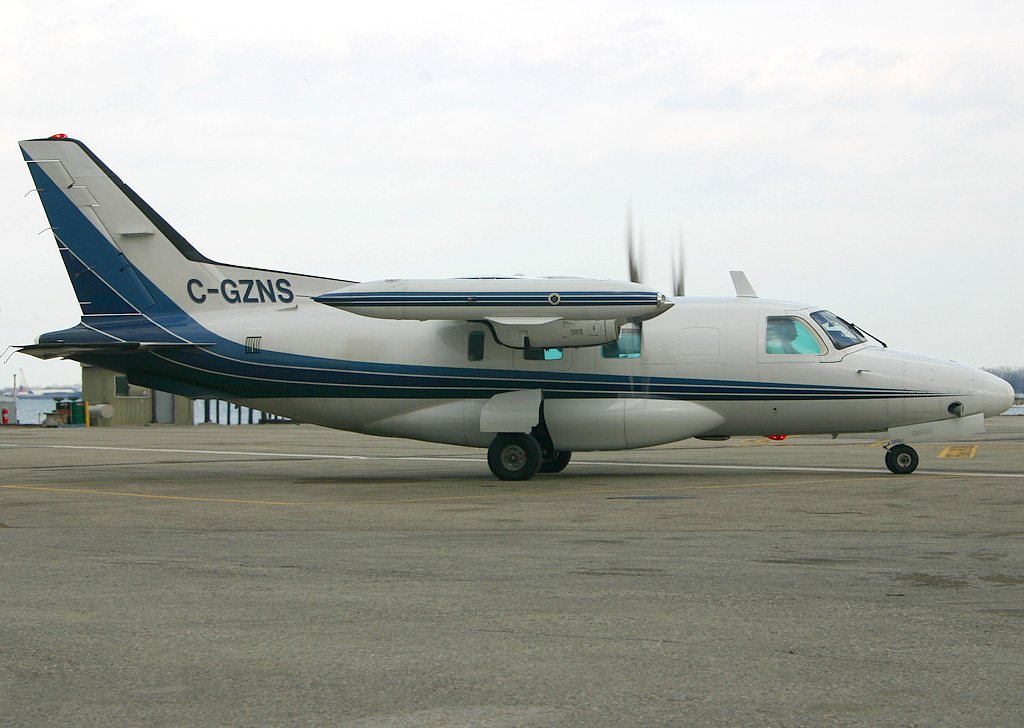
Un MU-2 Marquise in fase di rullaggio al City Centre Airport di Toronto nel 2006. Questo apparecchio è allestito come aeroambulanza ed è in forza alla Thunder Airlines di Thunder Bay, Canada.

Come accennato prima, i cambiamenti più significativi alla struttura arrivarono col più grande MU-2G, che volò per la prima volta il 10 gennaio 1969, che guadagnò 1,91 m (6,27 ft) di lunghezza della fusoliera rispetto agli altri modelli prodotti fino ad allora; furono costruiti 46 esemplari, seguiti dal più potente MU-2J (108 unità). L'MU-2L (28 unità) era una variante a capacità maggiorata, cui seguì l'MU-2N (39 unità) con motori potenziati ed eliche a quattro pale. L'ultima serie di MU-2 a fusoliera lunga fu ribattezzata Marquise ed equipaggiata, come nel caso del Solitaire, con due Garrett TPE331, stavolta da 715 hp (533 kW).
Al 2005, 397 MU-2 sono stati registrati nei soli Stati Uniti.

## Impiego militare

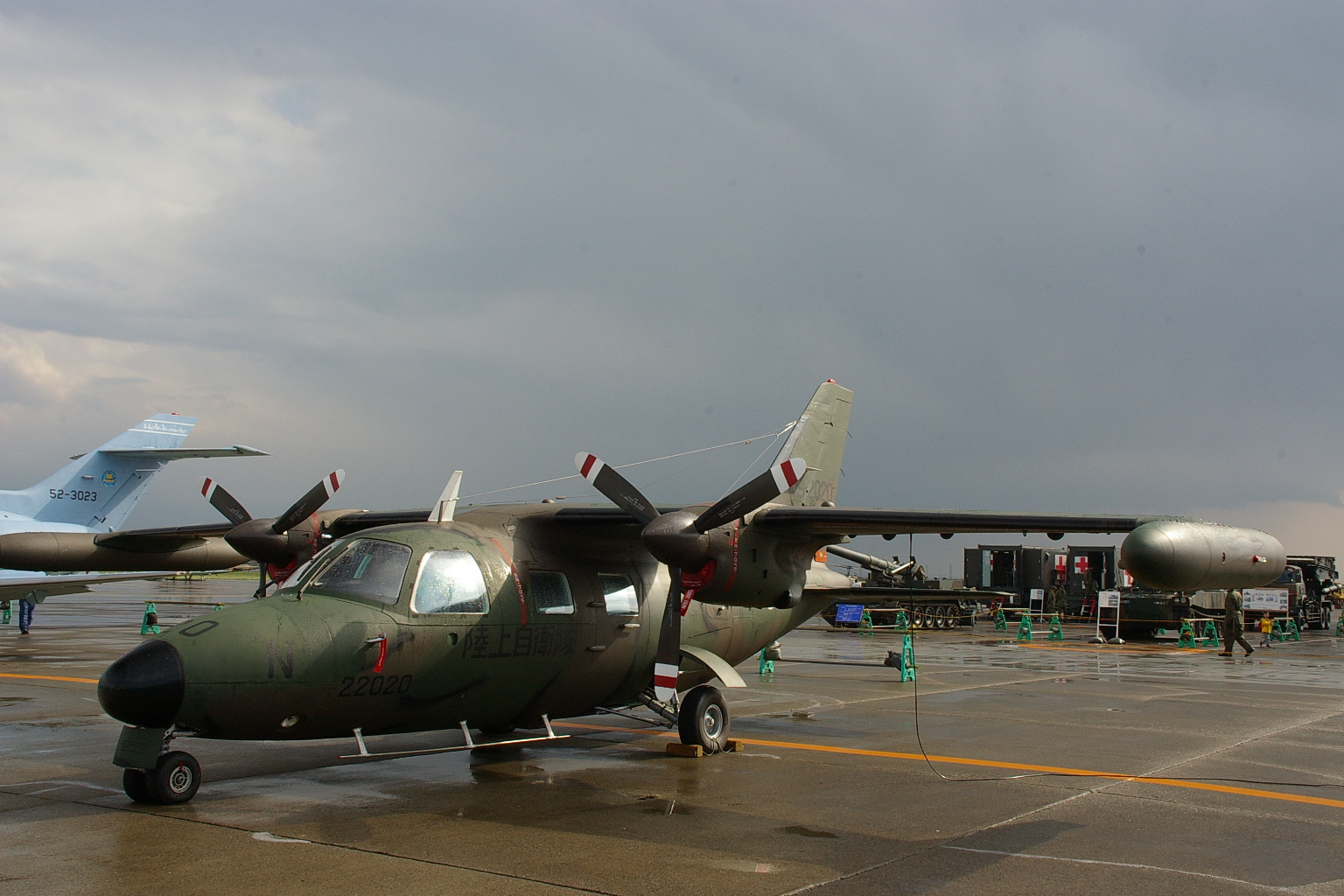
MU-2 in uso presso la Forza terrestre di autodifesa giapponese.

Le Forze di autodifesa giapponesi sono state l'unico esercito ad aver utilizzato gli MU-2. I quattro modelli di tipo C, più altri 16 di tipo K presero servizio nella Forza terrestre di autodifesa con la sigla LR-1; furono impiegati per esigenze logistiche e come ricognitori per fotografie aeree. I 29 MU-2E in allestimento SAR furono invece acquisiti dalla Forza aerea di autodifesa. Questi ultimi avevano un equipaggiamento extra consistente in un muso dalla forma simile a quella di un ditale, serbatoi del carburante più capienti, vistosi oblò di osservazione e una porta scorrevole per il lancio di gommoni di salvataggio.
Attualmente gli MU-2 decollano, dietro accordo governativo, dalla base aerea di Tyndall, in Florida, pilotati dagli studenti di primo grado dell'Air Battle Manager dell'USAF alle loro prime esperienze di volo controllato. Gli allievi devono partecipare con successo ad otto missioni con gli MU-2 prima di poter accedere alla formazione sui velivoli ad elevate prestazioni come l'F-15 o l'F-22.

## Utilizzatori
Giappone
- Kōkū Jieitai

29 MU-2S in servizio dal 1967 al 2008, e 4 MU-2J in servizio dal 1975 al 1995.
- Rikujō Jieitai

20 LR-1 (MU-2B) in servizio dal 1967 al 2016.

## Sicurezza
Come per tutti gli aerei, anche la documentazione relativa alla sicurezza dell'MU-2 è stata esaminata dalle varie agenzie nazionali preposte al controllo dell'aviazione civile e approvata quando comparata con gli altri apparecchi della sua categoria; è stato infatti coinvolto in soli undici incidenti, per un totale di dodici vittime, nell'arco di un periodo campione di diciotto mesi. Complessivamente, secondo quanto riportato dalla CNBC, 330 persone hanno perso la vita a seguito di incidenti con questo velivolo. Tuttavia, ci sono stati anni in cui gli MU-2 non hanno avuto nemmeno un sinistro.
Nel mese di luglio del 2005 la Federal Aviation Administration (FAA) americana avviò un'altra indagine per valutare la sicurezza del velivolo e sentenziò che aveva conseguito nuovamente i requisiti necessari alla certificazione, ovvero che l'MU-2 era sicuro se condotto da personale adeguatamente preparato e se altrettanto adeguatamente revisionato. Nei primi mesi del 2008 la FAA ha emesso specifiche direttive sull'addestramento dei piloti all'MU-2, così come aveva già fatto in passato con altri aerei. Maggiori dettagli nei paragrafi successivi.
Quando simili direttive sono state richieste anche fuori dagli Stati Uniti, la documentazione relativa agli incidenti è stata aggiornata considerevolmente. Infatti, molti operatori avevano mostrato carenze nella formazione e nell'esperienza dei piloti, rispetto ad un aereo tecnologicamente avanzato e capace di ragguardevoli prestazioni ad un costo di gestione relativamente basso.
Un'importante caratteristica strutturale dell'MU-2 è l'elevata velocità di crociera contrapposta ad una bassa velocità di atterraggio. Quest'ultima si raggiunge estendendo completamente gli ipersostentatori a due posizioni, situati sul bordo di uscita dell'ala. Tali ipersostentatori danno all'aereo una superficie alare paragonabile a quella del Beechcraft King Air in configurazione di atterraggio quando, in fase di crociera, detta apertura è più simile, invece, a quella di un aviogetto di piccole dimensioni. L'estensione completa dei flap comporta inoltre l'uso esclusivo dei deflettori posti sopra l'ala in luogo dei tradizionali alettoni. Gli alettoni dell'apparecchio presentano un'elevata efficienza, anche quando le ali vanno in stallo. Molti incidenti mortali sono avvenuti perché le normali procedure in presenza di un motore fuori uso attuate sui piccoli bimotori non valgono quando si vola con un MU-2. La manovra comunemente insegnata di riduzione dell'inclinazione dei flap quando sopraggiunge un'avaria ad un propulsore in fase di decollo conduce inevitabilmente il Mitsubishi ad un pericoloso calo della portanza, a causa dell'alta efficienza anche di questi ultimi. Quando ai piloti è stato insegnato di mantenere quella inclinazione e di diminuire invece la velocità variometrica, il tasso di incidenti si è ridotto quasi a zero.
Qui di seguito è riportato un estratto di un comunicato stampa della FAA circa la sicurezza dell'MU-2:
(Comunicato stampa FAA)
Come accennato prima, la FAA, a seguito di questa indagine, ha emesso nei primi mesi del 2008 una normativa federale speciale per gli operatori del modello MU-2B. Ai piloti che conducono questi aerei a partire da tale periodo (hanno massimo un anno per mettersi in regola) è richiesto di sottoporsi all'addestramento specifico per questo modello, così come ad uno ciclico. Viene anche imposta la presenza dell'autopilota integrale per i voli compiuti da un singolo pilota e l'obbligo di portare sempre a bordo le checklist approvate dalla FAA nonché i manuali operativi. Infine, cosa inusuale per normative come questa, l'esperienza dei piloti maturata a bordo di altri aeromobili non può essere usata come preferenza ai fini dell'abilitazione all'MU-2.
Non c'è alcun nesso normativo tra questa prescrizione e il normale Type Rating, comunque entrambe impongono il conseguimento di alcuni obiettivi tramite le prove pratiche standard. La disposizione FAA impone in aggiunta l'addestramento specifico e ulteriori requisiti operativi. Una volta giunto al termine dell'iter di addestramento, l'istruttore appone un'annotazione sul libretto del pilota se crede che il candidato abbia raggiunto quanto richiesto. In caso contrario, l'addestramento prosegue ad oltranza.
In un normale Type Rating della FAA, invece, l'addestramento viene dichiarato completato se seguito da un volo di controllo e da un esame orale effettuato da un commissario delegato dalla FAA. Durante il volo di controllo il candidato deve eseguire tutte le manovre previste dal minore dei test standard ATPL, indipendentemente da quale licenza possieda in quel momento. Il Type Rating diviene, ovviamente, parte integrante della licenza personale.

### Aerei comparabili
- Beechcraft King Air
- Cessna 425
- Cessna 441
- Piper PA-31
- Aero Commander 500